# Leave the World Behind
"Leave the World Behind" är en danspoplåt framförd av den kanadensiska R&B-sångerskan Deborah Cox, komponerad av den svenska gruppen Swedish House Mafia och den holländska artisten Laidback Luke. Låten skapades till Swedish House Mafias debutalbum Until One (2010).
"Leave the World Behind" är en progressiv danslåt i upptempo. I låten sjunger framföraren att lyssnaren ska "lämna alla problem bakom sig". Låten gavs ut som den ledande singeln från Swedish House Mafias debutalbum den 22 september 2009 och distribuerades av Ultra Records i USA. Låten klättrade till en 40:e plats på Billboards Hot Dance Club Play och blev gruppens första singel att ta sig in på den topplistan. "Leave the World Behind" blev Coxs 19:e singel att ta sig över topp-fyrtio på danslistan i USA. Samma vecka som låten nådde sin topp position på listan låg dansremixen av hennes singel "Beautiful U R" på en 12:e plats på listan. Låten debuterade på en 58:e plats på Sverigetopplistan den 12 juni och nådde som högst en 29:e plats. Sista gången låten noterades på den topplistan var på en 60:e plats den 11 september. "Leave the World Behind" blev Swedish House Mafia och Deborah Coxs första låt att ta sig in på Sveriges singellista. Singeln framfördes live av Cox vid World Music Awards i Monte Carlo, Monaco år 2010. Uppträdandet mottog positiv kritik från musikkritiker.
En officiell musikvideo till låten filmades aldrig. En "inofficiell" version filmades med handkamera och visar Swedish House Mafia på besök i Miami, Florida. 
I maj 2013 släppte SHM i samarbete med Volvo Cars en musikvideo med den svenska artisten Lune, i filmen medverkar Axwell, Ingrosso och Angello. Videon är inspelad i omgivningarna i Ålesund, Norge.

## Format och innehållsförteckningar
- Digital singel

1. "Leave The World Behind" (Radio Edit) - 2:43
2. "Leave The World Behind" (Original) - 6:49

- Italiensk CD/Maxi-singel

1. "Leave The World Behind" (Radio Edit) - 2:43
2. "Leave The World Behind" (Original) - 6:49
3. "Leave The World Behind" (Daddy's Groove Magic Island Rework) - 7:07
4. "Leave The World Behind" (Dirty South Remix) - 8:26
5. "Leave The World Behind" (Dabruck & Klein Remix) - 8:18
6. "Leave The World Behind" (Ranucci / Pelusi / Provenzano Remix) - 6:46

- Brittisk CD-singel

1. "Leave The World Behind" (Extended Mix) - 6:50

## Topplistor
| Lista (2009)                        | Topplacering |
| ----------------------------------- | ------------ |
| Nederländerna (Nederlandse Top 40)  | 75           |
| Sverige (Sverigetopplistan)         | 39           |
| USA (Billboard Hot Dance Club Play) | 40           |